# ロード・ゲームス
『ロード・ゲームス』（Road Games）は、アラン・ホールズワースが1983年に発表したEP。

## 背景
当時ホースズワースに心酔していたエドワード・ヴァン・ヘイレンの推薦により、大手ワーナー・ブラザース・レコードとの契約を得て本作の制作に至った。しかし、ホールズワース自身は後年、本作に関して「私が作ってきたレコードの中でも最悪な物の一つ」「メジャー・レーベルとの契約をずっと待ってみたところで、いざ契約してみれば、レーベルの連中は自分がやりたいことをやらせてくれないものさ」と語っており、その後は自由を求めて、より小規模のレーベルから作品を発表するようになった。一方、本作でサイドマンを務めたジェフ・バーリンとチャド・ワッカーマンに関しては、後年にも「素晴らしい演奏をしてくれた」と称えている。
「ワズ・ゼア?」と「マテリアル・リアル」にはジャック・ブルースがボーカルでゲスト参加した。ホールズワースによれば、レーベル側がホールズワースのオリジナル・バンドのシンガーであったポール・ウィリアムスを気に入らず、有名なボーカリストの起用を要求したため、「レーベルの連中が話題に挙げた有名なシンガーの中では唯一、私のお気に入りだった」ことからブルースの起用が決まったという。なお、ホールズワースは本作の制作前の1979年から1980年にかけて、ブルースの率いるトリオで活動していたこともあった。

## 評価
第26回グラミー賞では、収録曲「ロード・ゲームス」のインストゥルメンタル・パートが最優秀ロック・インストゥルメンタル・パフォーマンス賞にノミネートされ、自身唯一のグラミー賞ノミネートとなった。ジョン・W・パターソンはオールミュージックにおいて5点満点中4点を付け「多種多様の音色、核融合的な爆発力、霊妙なコード、輝かしい水晶の如き透明感、華やかな旋律、そして気が遠くなるほど美しく飾られた、驚異的なギターが味わえる」「クリームを想起させるジャック・ブルースのボーカル、それにI.O.U.バンドのポール・ウィリアムスによるクルーナー的なボーカルと、ジェフ・バーリンのとんでもないベース、チャド・ワッカーマンの味わい深く安定したドラムも相まって、至福のフュージョン・ロックである」と評している。

## 収録曲
全曲ともアラン・ホールズワース作。1. 3. 4.はインストゥルメンタル。
1. スリー・シーツ・トゥ・ザ・ウィンド - "Three Sheets to the Wind" - 4:14
2. ロード・ゲームス - "Road Games" - 4:14
3. ウォーター・オン・ザ・ブレイン-パートII - "Water on the Brain-Pt. II" - 2:49
4. 東京ドリーム - "Tokyo Dream" - 4:04
5. ワズ・ゼア? - "Was There?" - 4:09
6. マテリアル・リアル - "Material Real" - 4:41

## 参加ミュージシャン
- アラン・ホールズワース - ギター
- ジェフ・バーリン - ベース
- チャド・ワッカーマン - ドラムス

アディショナル・ミュージシャン
- ポール・ウィリアムス - ボーカル(on #2)
- ジャック・ブルース - ボーカル(on #5, #6)
- ポール・コーダ - バッキング・ボーカル
- ジョー・トゥラーノ - バッキング・ボーカル